# Cayon Rockets
El Cayon FC, conocido también como Cayon Rockets, es un equipo de fútbol de San Cristóbal y Nieves que juega en la SKNFA Superliga, la primera división de fútbol del país.

## Historia
Fue fundado en el año 1973 en el pueblo de Cayon en la isla de San Cristóbal y en la temporada 2001/02 se convirtió en el primer equipo no perteneciente a la capital Basseterre en ser campeón nacional, mismo año en el que ganó la copa nacional por primera vez.
En la temporada 2015/16 es campeón nacional por segunda ocasión, uno de dos títulos de liga obtenidos de manera consecutiva en los años 2010. En la temporada 2017/18 no ganó el título de liga pero fue campeón de copa por segunda ocasión.
Participó por primera vez en una competición internacional en la CONCACAF Caribbean Club Shield 2018 donde fue eliminado en la primera ronda.

## Palmarés
- Saint Kitts and Nevis Premier Division: 3

2001/02, 2015/16, 2016/17
- Saint Kitts and Nevis National Cup: 2

2001/02, 2017/18
- Copa Presidente: 2

2017, 2018

## Participación en competiciones de la CONCACAF
| Temporada | Torneo                         | Ronda | Club                   | Resultado |
| --------- | ------------------------------ | ----- | ---------------------- | --------- |
| 2018      | CONCACAF Caribbean Club Shield | 1     | Bodden Town FC         | 1-2       |
| 2018      | CONCACAF Caribbean Club Shield | 1     | Club Franciscain       | 6-0       |
| 2018      | CONCACAF Caribbean Club Shield | 1     | RKSV Centro Dominguito | 2-2       |

## Jugadores

### Jugadores destacados
- Adolphus Jones
- Thomas Kevin